# پرتویان
پَرتویان (به انگلیسی: Radiata) به رتبه‌ای در طبقه‌بندی جانوران گفته می‌شود که در آن، جانداران به صورت تقارن شعاعی حرکت می‌کنند و توانایی نورافشانی دارند. برای نخستین بار ژرژ کوویه در قرن نوزدهم، شانه‌داران و مرجانیان را در یک رتبه قرار داد و آن را پرتوئیان نامید.